# 高畑祐紀子
高畑祐紀子（日语：／ Takahata Yukiko，1998年3月18日—），日本女子羽毛球运动员，前日本國家羽毛球隊成員。北海道出生，畢業於大宮東高校，現隸屬於優乃克羽毛球部。

## 簡歷

### 2015年 分齡賽時期
2015年11月，高畑祐紀子代表日本参加秘魯利馬舉行的亞洲青年羽毛球錦標賽，助隊伍贏得混合團體第四名。

### 2016年-2017年 国际赛夺冠
2016年7月，高畑祐紀子與櫻本絢子出戰越南羽毛球大獎賽，在女双準決賽以1比2（21-13、19-21、15-21）不敌赛会3号种子、印尼强档的德拉·德斯迪亚拉·哈里斯/罗西尔塔·伊卡·普特里·萨里，創下個人生涯最佳的國際賽成績。同年11月，她与櫻本絢子出战馬來西亞羽毛球國際挑戰賽，在女双準决赛以1比2（21-23、21-14、15-21）不敌赛会头号种子、东道主的鄒美君/李明艷。同年12月，她与櫻本絢子出战韓國羽毛球大師賽，在女双準决赛以0比2（12-21、17-21）不敌赛会头号种子、东道主的鄭景銀/申昇瓚。
2017年3月，高畑祐紀子與櫻本絢子出戰大阪羽毛球國際挑戰賽，在女雙决赛以1比2（21-16、17-21、19-21）不敌韩国的金昭映/柳海媛，赢得亞軍。同年6月，她與櫻本絢子出戰西班牙羽毛球國際賽，在女雙决赛以2比0（21-10、21-15）击败了同胞的新玉美鄉/渡邊茜，奪得其首個國際職業賽冠軍。接着8月，她與櫻本絢子出戰紐西蘭羽毛球黃金大獎賽，在女雙决赛以1比2（21-18、16-21、19-21）不敌赛会头号种子、马来西亚的許嘉雯/溫可微，赢得亞軍。年尾10月，她與櫻本絢子出戰荷蘭羽毛球大獎賽，在女雙準决赛以1比2（11-21、15-21）不敌赛会头号种子、印尼的英吉娅·西塔·阿凡达/尼·克图特·马哈德维·伊斯特拉尼。

### 2018年 超級100賽、300賽及500賽夺冠
2018年2月，高畑祐紀子與櫻本絢子出戰瑞士羽毛球公開賽，在女雙决赛以2比1（19-21、21-15、21-18）力挫赛会头号种子、保加利亚的加夫列拉·斯托伊娃/斯蒂法尼·斯托伊娃，赢得冠軍。随后4月，她與櫻本絢子出戰大阪羽毛球國際挑戰賽，在女雙决赛以1比2（21-17、19-21、16-21）不敌赛会头号种子、同胞的福万尚子/與猶胡桃，赢得亚軍。5月年头，她與櫻本絢子出戰紐西蘭羽毛球公開賽。在女雙决赛中，表现强势以2比0 （21-9、21-19）横扫对手出局，收获第二个冠軍。年中5月，高畑祐紀子與櫻本絢子出戰澳洲羽毛球公開賽。在女雙决赛中，面对赛会4号种子、韩国超新星组合的白荷娜/李幽琳，在首局险胜下，连扳拿下第二局以2比0 (23-21、21-18）击败了对手，夺得俩人本赛季的第三个冠軍。同年6月，她与櫻本絢子出战加拿大羽毛球公開賽，在女双决赛以2比0（21-13、21-15）击败了德国的伊莎贝尔·赫特里克/卡拉·尼尔特，赢得冠军。同年7月，她与櫻本絢子出战新加坡羽毛球公開賽，在女双决赛以2比1（16-21、24-22、21-13）击败了队友的松山奈未/志田千陽，赢得冠军。同期7月，她与櫻本絢子出战秋田羽毛球大師賽，在女双决赛以2比0（23-21、21-11）击败了队友的松山奈未/志田千陽，赢得冠军。

### 2021年 宣布退役
2021年12月20日，所屬社YONEX於官網宣布高畑已於11月底退役。

## 主要比賽成績
只列出曾進入準決賽的國際賽事成績：
| 年份   | 賽事                       | 公開賽級別 | 項目     | 拍檔     | 成績   |
| ------ | -------------------------- | ---------- | -------- | -------- | ------ |
| 2015年 | 世界青年羽毛球錦標賽       | 其他       | 混合團體 | －       | 第四名 |
| 2016年 | 越南羽毛球大獎賽           | 大獎賽     | 女子雙打 | 櫻本絢子 | 準決賽 |
| 2016年 | 馬來西亞羽毛球國際挑戰賽   | 國際挑戰賽 | 女子雙打 | 櫻本絢子 | 準決賽 |
| 2016年 | 韓國羽毛球大師賽           | 大獎賽     | 女子雙打 | 櫻本絢子 | 準決賽 |
| 2017年 | 大阪羽毛球國際挑戰賽       | 國際挑戰賽 | 女子雙打 | 櫻本絢子 | 亞軍   |
| 2017年 | 西班牙羽毛球國際賽         | 國際挑戰賽 | 女子雙打 | 櫻本絢子 | 冠軍   |
| 2017年 | 紐西蘭羽毛球黃金大獎賽     | 黃金大獎賽 | 女子雙打 | 櫻本絢子 | 亞軍   |
| 2017年 | 荷蘭羽毛球大獎賽           | 大獎賽     | 女子雙打 | 櫻本絢子 | 準決賽 |
| 2018年 | 瑞士羽毛球公開賽           | 超級300賽  | 女子雙打 | 櫻本絢子 | 冠軍   |
| 2018年 | 大阪羽毛球國際挑戰賽       | 國際挑戰賽 | 女子雙打 | 櫻本絢子 | 亞軍   |
| 2018年 | 紐西蘭羽毛球公開賽         | 超級300賽  | 女子雙打 | 櫻本絢子 | 冠軍   |
| 2018年 | 澳洲羽毛球公開賽           | 超級300賽  | 女子雙打 | 櫻本絢子 | 冠軍   |
| 2018年 | 加拿大羽毛球公開賽         | 超級100賽  | 女子雙打 | 櫻本絢子 | 冠軍   |
| 2018年 | 新加坡羽毛球公開賽         | 超級500賽  | 女子雙打 | 櫻本絢子 | 冠軍   |
| 2018年 | 秋田羽毛球大師賽           | 超級100賽  | 女子雙打 | 櫻本絢子 | 冠軍   |
| 2018年 | 西班牙羽毛球大師賽         | 超級300賽  | 女子雙打 | 櫻本絢子 | 亞軍   |
| 2018年 | 印尼邦加勿里洞羽毛球大師賽 | 超級100賽  | 女子雙打 | 櫻本絢子 | 冠軍   |
| 2018年 | 中華台北羽毛球公開賽       | 超級300賽  | 女子雙打 | 櫻本絢子 | 準決賽 |
| 2019年 | 亞洲羽毛球混合團體錦標賽   | 其他       | 混合團體 | －       | 亞軍   |
| 2019年 | 秋田羽毛球大師賽           | 超級100賽  | 女子雙打 | 櫻本絢子 | 冠軍   |
| 2019年 | 韓國羽毛球公開賽           | 超級500賽  | 女子雙打 | 櫻本絢子 | 準決賽 |

| 2007-2017年 | 首要超級賽 | 超級賽 | 黃金大獎賽 | 大獎賽 | 國際挑戰賽 | 國際系列賽 | 未來系列賽 | 其他 |

| 2018-2026年 | 總決賽 | 超級1000賽 | 超級750賽 | 超級500賽 | 超級300賽 | 超級100賽 | 國際挑戰賽 | 國際系列賽 | 未來系列賽 | 其他 |

## 主要对賽记录
高畑祐紀子與主要對手的對賽成績如下（只列出對賽二次或以上對手，截至2018年7月19日）：
女雙 - 高畑祐紀子
| 對手                | 對賽次數 | 對賽結果 | 對賽結果 | 總計 |
| 對手                | 對賽次數 | 勝       | 負       | 總計 |
| ------------------- | -------- | -------- | -------- | ---- |
| 新玉美郷 渡邊茜     | 3        | 3        | 0        | +3   |
| 志田千陽 松山奈未   | 3        | 3        | 0        | +3   |
| 松本麻佑 永原和可那 | 2        | 1        | 1        | 0    |
| 總計                | 8        | 7        | 1        | +6   |

| 對手                            | 對賽次數 | 對賽結果 | 對賽結果 | 總計 |
| 對手                            | 對賽次數 | 勝       | 負       | 總計 |
| ------------------------------- | -------- | -------- | -------- | ---- |
| 李幽琳 白荷娜                   | 3        | 3        | 0        | +3   |
| 李明艷 鄒美君                   | 3        | 1        | 2        | -1   |
| 查亚倪·查拉查兰 帕泰玛斯·门翁   | 2        | 2        | 0        | +2   |
| 伊莎贝尔·赫特里克 卡拉·尼尔特   | 2        | 2        | 0        | +2   |
| 金慧貞 金昭映                   | 2        | 2        | 0        | +2   |
| 安妮·特兰 埃米莉·拉菲尔         | 2        | 2        | 0        | +2   |
| 拉温达·巴宗哉 宗功攀·吉迪特拉恭 | 2        | 1        | 1        | 0    |
| 總計                            | 75       | 60       | 15       | 45   |